# Dalbergia grandibracteata
Dalbergia grandibracteata är en ärtväxtart som beskrevs av De Wild.. Dalbergia grandibracteata ingår i släktet Dalbergia, och familjen ärtväxter. Inga underarter finns listade i Catalogue of Life.